# بخش تامبایا
بخش تامبایا (به اسپانیایی: Departamento de Tumbaya) یک منطقهٔ مسکونی در آرژانتین است که در استان خوخوی واقع شده‌است.